# Joachim Zachris Duncker
Joachim Zachris Duncker (Ristiina, 12 novembre 1774 – Hörnefors, 6 luglio 1809) è stato un militare svedese.

## Biografia

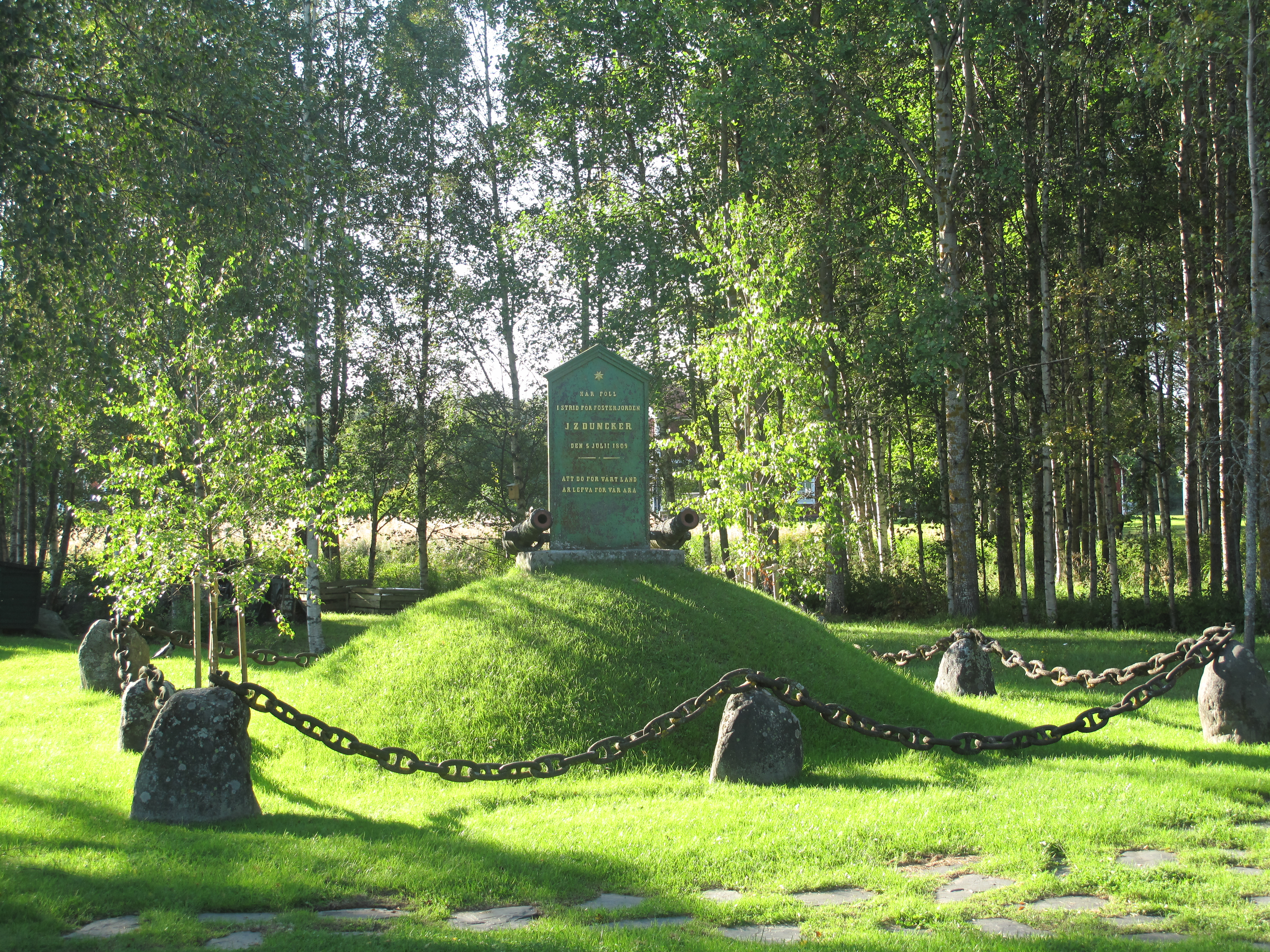
Monumento dedicato a Duncker a Hörnefors

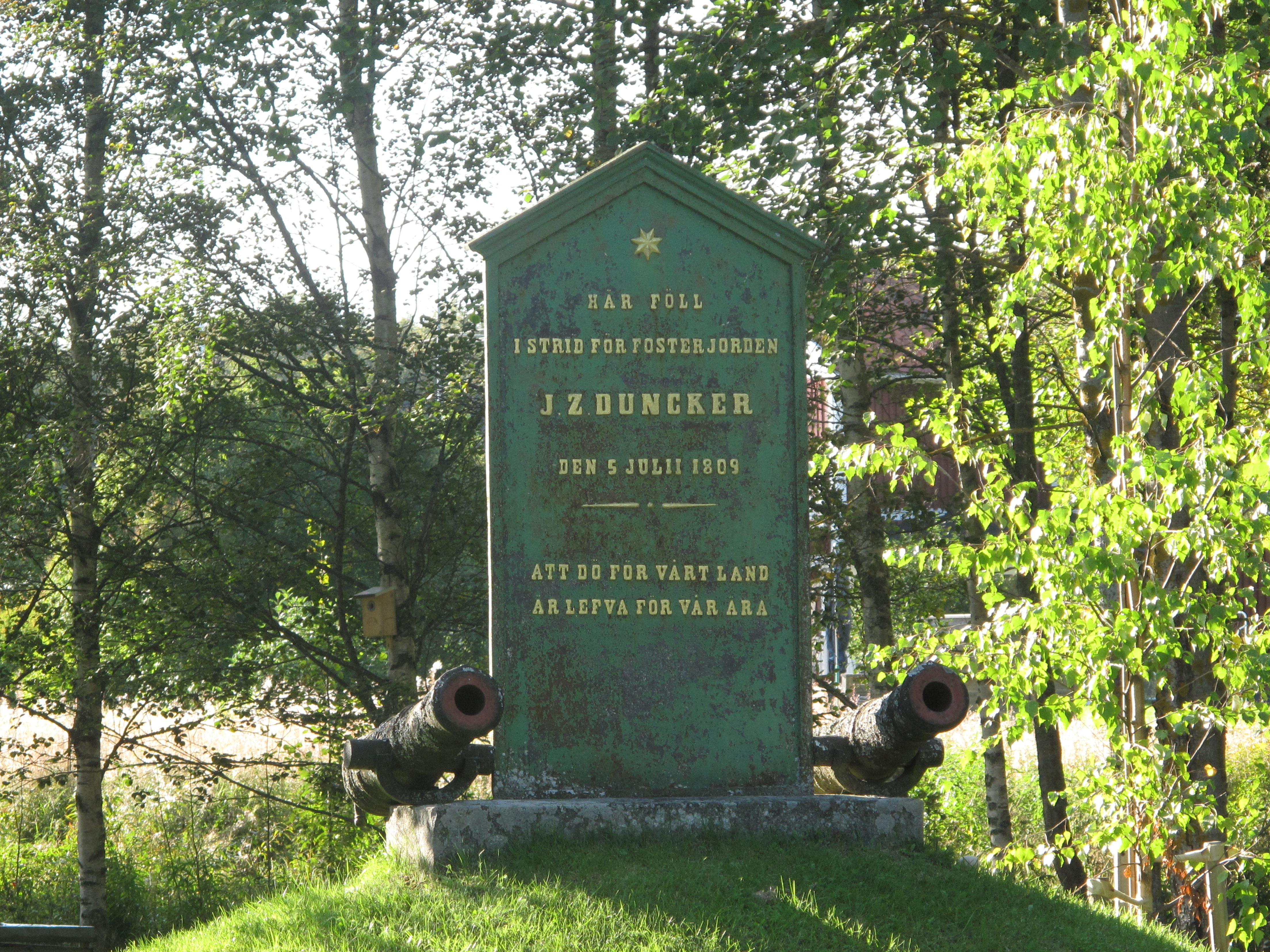
Monumento dedicato a Duncker a Hörnefors

Nel 1789 Duncker ottenne il grado di sottotenente del reggimento ranger Savonia. Combatté nel 1790 la guerra contro la Russia e dimostrò il proprio valore nella battaglia di Perttimäki del 19 maggio. Nel 1804 Duncker fu promosso a capitano.
Nel corso della guerra di Finlandia del 1808-1809 si distinse per il proprio coraggio. Quando l'esercito di Cronstedt si ritirò da Mikkeli a Iisalmi ed Oulu attraverso Leppävirta (marzo 1808), Duncker ne comandò la retroguardia. Durante la battaglia di Pulkkila (2 maggio 1808) si distinse tanto che Johan August Sandels gli concesse l'onore di portare la notizia della vittoria al re svedese. Poco dopo fu promosso maggiore. Nel giugno 1808 catturò un grosso carico di rifornimenti destinati ai russi. Durante la battaglia DI Koljonvirta (27 ottobre 1808) Duncker, Fahlander, Malm e soli 600 uomini aiutarono Sandels a sconfiggere una forza russa numericamente superiore. Nel 1809 Duncker combatté i russi nella provincia svedese di Västerbotten, e fu promosso tenente colonnello. Nel corso della battaglia di Hörnefors (5 luglio 1809) Duncker comandava la retroguardia svedese e ricevette una ferita mortale. Morì nell'accampamento russo il giorno seguente.
Duncker fu sepolto nei pressi della chiesa di Umeå dai russi che gli concessero la guardia d'onore. Fu sepolto con un capo cosacco russo. Nel 1897 fu eretto un memoriale nel punto in cui si crede trovarsi la sua tomba.